# Ingrid van Engelshoven
Ingrid van Engelshoven, née le 12 juillet 1966 à Delfzijl, est une femme politique néerlandaise. Membre des Démocrates 66 (D66), elle est ministre de l'Éducation, de la Culture et de la Science entre 2017 et 2021 dans le troisième cabinet de Mark Rutte.

## Biographie

### Jeunesse et études
Après des études secondaires à Turnhout en Belgique et diplômée de l'université catholique de Nimègue en sciences sociales et de l'université de Leyde en droit, Ingrid van Engelshoven travaille notamment pour le groupe parlementaire des Démocrates 66 à la Seconde Chambre, le Barreau des Pays-Bas et le ministère des Transports et des Eaux.

### Premiers engagements politiques

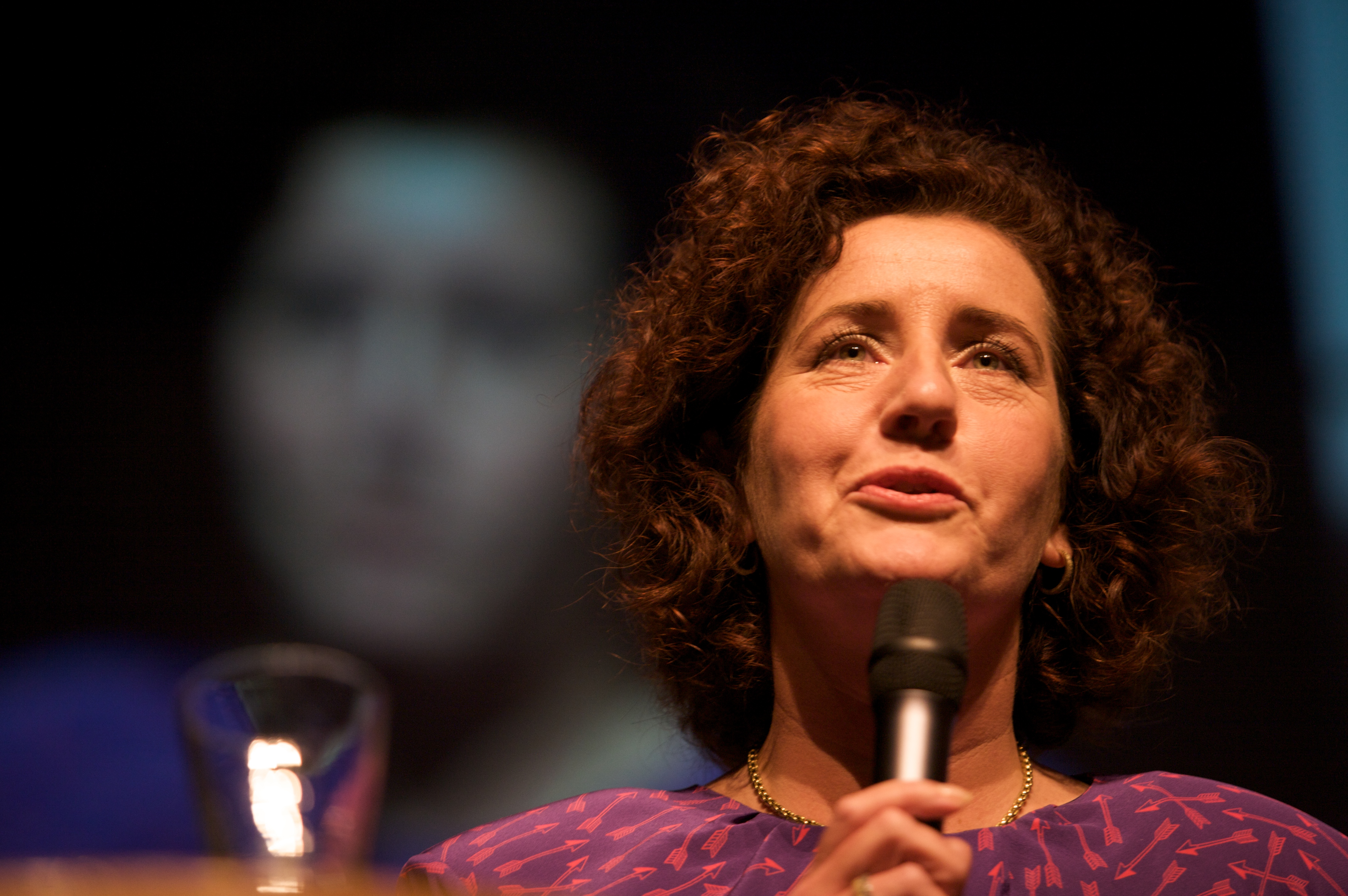
Ingrid van Engelshoven au congrès des Démocrates 66, le 7 novembre 2009 à Bréda.

Elle est présidente du parti Démocrates 66 du 12 mai 2007 au 9 mars 2013, une fonction d'importance moindre que celle de chef politique du parti, alors occupée par Alexander Pechtold, qui mène la liste aux élections législatives de 2010 et 2012. Elle est auparavant vice-présidente du parti (2000-2003) et placée à la huitième place sur la liste présentée aux élections législatives de 2006, qui se révèlent un revers pour le parti, qui ne fait élire que trois représentants à la Seconde Chambre. Élue au conseil municipal de La Haye lors des élections du 19 mars 2014, elle devient échevin le 26 juin suivant, chargée notamment de la jeunesse et de l'éducation.

### Entrée au gouvernement
Le 16 février 2017, elle démissionne de son poste pour faire campagne pour les élections législatives qui se tiennent le mois suivant, lors desquelles elle est élue représentante. Le 26 octobre, lorsque le troisième cabinet de Mark Rutte entre en fonction après une longue période de formation, elle devient ministre de l'Éducation, de la Culture et de la Science. Ingrid van Engelshoven est la première personne à occuper la fonction pour le compte de son parti.
En juillet 2020, elle engage une réforme visant à supprimer la mention des sexes masculin et féminin des cartes d'identité néerlandaises, son portefeuille comprenant la thématique de l'émancipation, jugeant que ce genre d'inscription est « inutile ». En septembre suivant, elle estime que l'éducation supérieure néerlandaise compte trop d'« hommes blancs » et que cela doit changer. Précédemment, en juillet 2019, elle qualifie de « courageuse » une initiative de l'université de technologie d'Eindhoven d'exclure les hommes du processus de considération pour les offres d'emploi. Cette initiative est par la suite retoquée en justice car contraire à la législation néerlandaise sur l'égalité de traitement.
Ses prises de position controversées en font une personnalité régulièrement critiquée lors des débats parlementaires, parfois jusqu'au sein de son propre parti. Ainsi, en septembre 2019, Alexander Pechtold, ancien dirigeant du parti, parle d'un manque de vision en sa personne dans le domaine de la préservation de l'héritage culturel néerlandais.